# Коронас-Фотон
Коронас-Фотон — российский космический аппарат, предназначенный для фундаментальных исследований Солнца и солнечно-земных связей. Космический аппарат был разработан по заказу Роскосмоса и РАН в рамках российской космической программы КОРОНАС, рассчитанной на запуск на околоземную орбиту трёх солнечно-ориентированных космических аппаратов. КА «Коронас-Фотон» является третьим спутником серии, предыдущие аппараты «КОРОНАС-И» и «КОРОНАС-Ф» к моменту его запуска были выведены из эксплуатации. Разработчиком космического комплекса выступает ФГУП «НПП ВНИИЭМ», разработчиком бортовых систем космического аппарата выступает ФГУП «НИИЭМ» (г. Истра), головной организацией по комплексу научной аппаратуры «ФОТОН» — Институт астрофизики МИФИ.
Космический аппарат был выведен на околоземную орбиту ракетой-носителем «Циклон-3» с космодрома Плесецк 30 января 2009 года в 16 часов 30 минут.
Менее чем через год, 1 декабря 2009 года, вся научная аппаратура на спутнике была выключена из-за неполадок с электропитанием. Причиной поломки спутника стали ошибки при расчётах системы электропитания. 18 апреля 2010 года Лаборатория рентгеновской астрономии Солнца констатировала «окончательную смерть» спутника «с большой долей вероятности».
Общая продолжительность целевой работы спутника составила 278 дней: с 26 февраля 2009 (день включения научной аппаратуры) до 30 ноября 2009 года (день последнего получения научной информации).

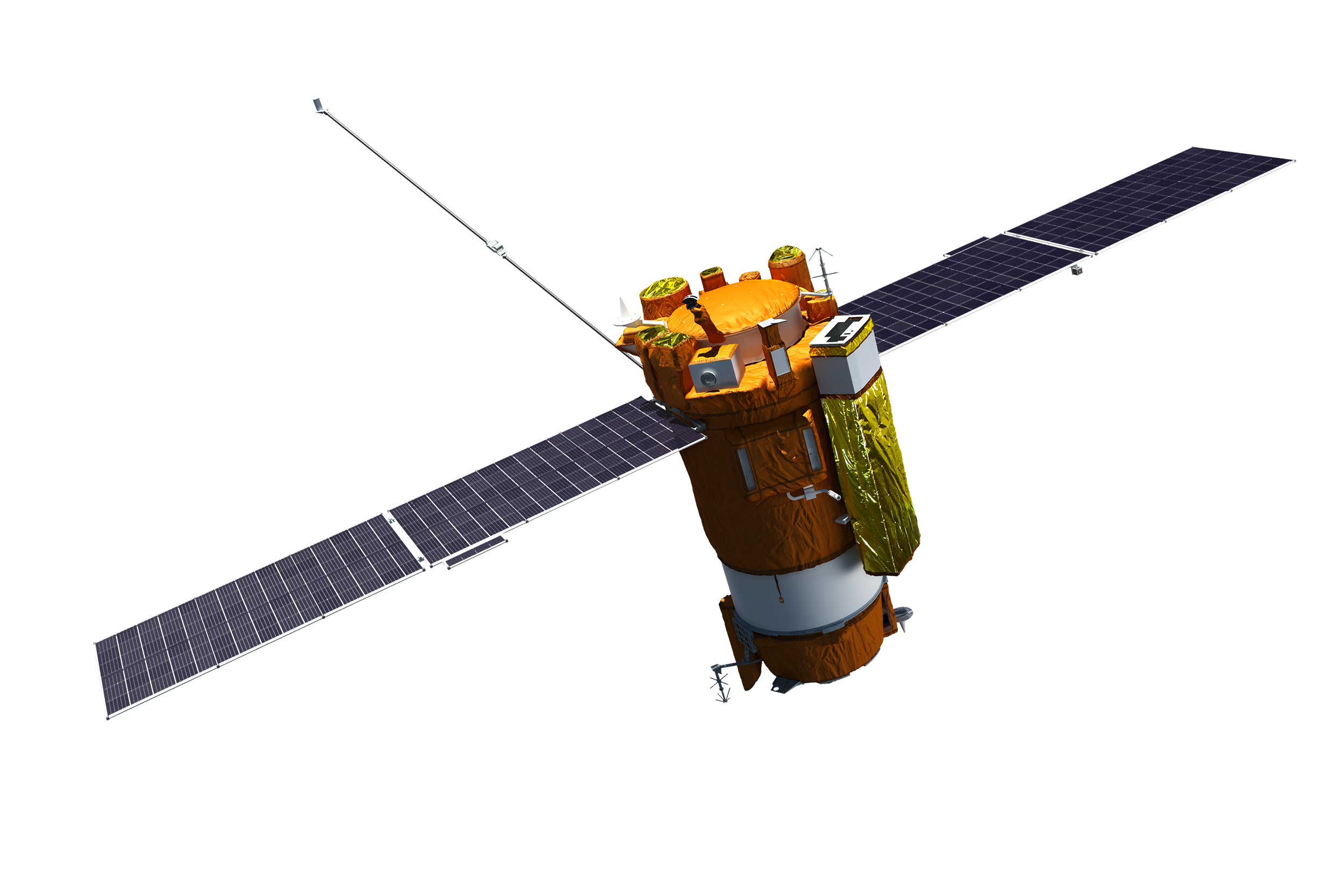
Спутник Коронас-Фотон

## История проекта
В 1992 году между Российской академией наук и Академией наук Украины было подписано соглашение по реализации программы фундаментальных исследований Солнца, которая в том числе предполагала запуск трёх солнечно-ориентированных космических аппаратов по программе «КОРОНАС» (Комплексные ОРбитальные Околоземные Наблюдения Активности Солнца). Причём запуск аппаратов должен был пройти в следующие сроки: «КОРОНАС-И» — 1993 год, «КОРОНАС-Ф» — 1994 год, «Коронас-Фотон» — 1995 год, с тем, чтобы покрыть наблюдениями 11-летний цикл активности Солнца. Реально из-за финансовых проблем КА «КОРОНАС-И» был запущен c космодрома Плесецк в 1994 году, а КА «КОРОНАС-Ф» только в 2001 году. В 1997 году для реализации проекта «Коронас-Фотон» в структуре МИФИ был создан Институт астрофизики, но финансирование проекта оставалось весьма скудным, и работы по нему активизировались только в 2000 году. Проект «Коронас-Фотон» был включён в Международную программу «Жизнь со звездой».
Модель аппарата:
Разработка космического комплекса была поручена ФГУП «НИИЭМ», который начал дорабатывать для этих целей свою серийную платформу «Метеор». Головной организацией по комплексу научной аппаратуры «ФОТОН» был назначен ИАФ МИФИ, которым была создана коллаборация научных организаций, занятых по отдельным приборам комплекса. Изначально в группу разработчиков входили научные организации из России, с Украины, из Индии, Испании и Германии. Однако, из-за задержек с реализацией проекта из проекта вышли Германия и Испания, зато в 2007 году к нему присоединилась Польша. С 2005 года в МИФИ начались испытания КНА «ФОТОН» в различных комплектациях, а с 2007 года в НИИЭМ начались стыковки КНА «ФОТОН» с космическим аппаратом. К осени 2008 года основные работы по стыковкам были закончены, проведены испытания по обязательным предполетным инструкциям ИНК900 и ИНК903 и 10 декабря 2008 года на заседании Государственной комиссии было принято решение о вывозе космического аппарата на космодром. Параллельно с этим были успешно закончены межведомственные испытания наземного комплекса управления и наземного комплекса приёма, обработки и распространения информации КА «Коронас-Фотон», входящих в КК «Коронас-Фотон».
Уже 15 декабря космический аппарат и приборы КНА «ФОТОН» прибыли на космодром, где в январе началась сборка аппарата и предполётные испытания. К 16 января 2009 года испытания были успешно закончены.
30 января 2009 года в 16.30 с космодрома Плесецк ракетой-носителем Циклон-3 КА «КОРОНАС-ФОТОН» был успешно выведен на орбиту, близкую к расчётной. После этого начался период наладки бортовых систем аппарата, предшествующий работам по включение научных приборов. Первыми операциями с КНА «ФОТОН» были включение магнитометра СМ-8М и открытие защитной крышки прибора ФОКА, проведённые 4 февраля. 13 февраля был включён блок БИС-КФ и в тот же день проведён первый сброс тестовой информации на приёмные станции НЦ ОМЗ. А 17 февраля был включён блок ССРНИ, и проведён тестовый сброс информации, записанной в память прибора на космодроме. После успешного завершения этих работ 19 февраля была включена большая часть научных приборов, а 20 февраля включены приборы Наталья-2М и ТЕСИС.
Решением Государственной комиссии 30 марта 2009 года по итогам первого этапа лётных испытаний КА «КОРОНАС-ФОТОН» был включён в космическую группировку России.
1 декабря 2009 года после многочисленных сбоев в бортовых системах КА был потерян станциями КИП ВС РФ. Перед этим из-за проблем с системой энергопитания была обесточена научная аппаратура КА. В течение последующих месяцев ЦУП и КИПы ВС РФ продолжали попытки выхода в связь с аппаратом. Однако в апреле 2010 года, когда визуальное наблюдение установило дезориентацию аппарата, и разворот его панелями солнечных батарей к Земле попытки было решено прекратить. Примечательно, что на момент выхода КА из строя все научные приборы оставались работоспособны и до последнего момента передавали на землю научную информацию, суммарные объёмы которой за все время полёта достигли 380 Гб.

## Научные исследования в космическом пространстве по проекту «Коронас-Фотон»

### Цели проекта
Целями проекта являются: исследование процессов накопления и её трансформации в энергию ускоренных частиц во время, изучение механизмов ускорения, распространения и взаимодействия энергичных частиц в Солнце, исследование корреляции солнечной активности с физико-химическими процессами в верхней атмосфере. Впервые будет систематически исследовано гамма-излучение солнечных вспышек вплоть до энергий 2000 МэВ, осуществлена регистрация нейтронов аппаратурой с большой эффективной площадью. Измерение линейной поляризации излучения открывает новый канал получения информации о механизмах ускорения и переноса электронов в области вспышки. Впервые в солнечных исследованиях будет применены новые типы сцинтилляторов (YAlO3), позволяющих повысить быстродействие аппаратуры до долей микросекунды и увеличить достоверность получаемых данных. Данные об ультрафиолетовом излучении всего диска будут иметь абсолютную точность не хуже 10 %, что особенно важно для моделирования процессов в верхней атмосфере. ИАФ МИФИ является головной организацией по комплексу научного оборудования эксперимента Коронас-Фотон.

### Задачи эксперимента
- Определение функций распределения ускоренных во вспышке электронов, протонов и ядер и их эволюции с высоким временным разрешением;
- Исследование различия в динамике ускорения электронов и протонов (ядер);
- Исследование особенностей эволюции функции распределения для высокоэнергетичных частиц (вплоть до энергий несколько ГэВ);
- Исследование угловой анизотропии взаимодействующих частиц на основании статистического анализа спектров излучения и параметров линейной поляризации жесткого рентгеновского излучения;
- Изучение эффектов направленности в области гамма-излучения высоких энергий;
- Определение механизмов и условий ускорения электронов и протонов на разных фазах вспышки, и параметров области удержания (распространения) ускоренных частиц;
- Определение обилия элементов в области генерации гамма-излучения методом гамма-спектроскопии и по скорости захвата нейтронов низких энергий в атмосфере Солнца;
- Определение высот генерации вторичных излучений по ослаблению дейтронной линии от лимбовых вспышек;
- Определение вида энергетического спектра ускоренных протонов и ядер и динамики этих спектров по соотношению ядерных гамма-линий;
- Исследование проблемы образования элементов (D, 3He, Li, Be) во время вспышек;
- Исследование на околоземной орбите химического и изотопного составов ускоренных во вспышке ядер, а также энергетических и временных характеристик вспышечных электронов и протонов;
- Мониторинг верхних слоёв атмосферы Земли по поглощению жёсткого ультрафиолета спокойного Солнца;
- Исследование рентгеновского и гамма-излучения гамма-всплесков;
- Исследование рентгеновских источников, расположенных в плоскости эклиптики.

### Результаты работы миссии
На всем протяжении активного функционирования КА все научные приборы, входящие в комплекс научной аппаратуры оставались работоспособны. За время полёта было собрано порядка 380 Гб научной информации, которая продолжает обрабатываться и в настоящее время. Из-за того, что время активного функционирования аппарата пришлось на период спокойного Солнца, аппаратом не было зафиксировано крупных энергичных вспышек, поэтому часть научной аппаратуры так и не была использована в полной мере. В то же время целый ряд приборов показал уникальные результаты. В частности, прибор Сфинкс зафиксировал микровспышки в УФ-диапазоне, которые до сих пор не удавалось зафиксировать на других космических аппаратах. С помощью телескопов «ТЕСИС» были изучены короткоживущие активные структуры на поверхности Солнца. Прибором Электрон-М-Песка были составлены подробные карты поясов заряженных частиц на орбите Земли. Прибором Конус-РФ зафиксированы несколько гамма-всплесков и репитеров. Успешно проведены измерения вспышек в мягком рентгеновском диапазоне прибором Пингвин-М, а в ультрафиолетовом — прибором ФОКА. В частности прибором ФОКА проведены измерения солнечного ультрафиолета через атмосферу Земли, что позволяет провести анализ состава и особенностей верхней атмосферы Земли. Ценная информация получена на индийском приборе RT-2 и украинском приборе СТЭП-Ф.
На протяжении полёта с оперативностью в 15 минут с момента сброса данных с борта КА информация с приборов ФОКА и Пингвин-М передавалась в Росгидромет, ежедневно туда направлялись изображения диска Солнца прибором ТЕСИС. Эта информация использовалась до запуска аппарата «Метеор» для прогнозирования магнитных бурь на Земле.

### Состав комплекса научной аппаратуры «ФОТОН»

#### Гамма-излучение и нейтроны
- Спектрометр высокоэнергичных излучений «НАТАЛЬЯ-2М»
  - Разработчик — Институт астрофизики МИФИ, Москва
  - Назначение — Регистрация: гамма-излучение 0,3 — 2000 МэВ; амплитудные и временные спектры; нейтроны 20 — 300 МэВ
- Телескоп-спектрометр низкоэнергичного гамма-излучения «RT-2»
  - Разработчик — ТАТА институт фундаментальных исследований (TIFR) (Мумбаи, Индия)
  - Назначение — Регистрация: рентген 10 — 150 кэВ в фосвич-моде; гамма-излучение 0,10 — 2 МэВ в спектрометрической моде
- Поляриметр-спектрометр жёсткого рентгеновского излучения «ПИНГВИН-М»
  - Разработчик — Институт астрофизики МИФИ, Москва; Физико-технический институт имени А. Ф. Иоффе РАН, Санкт-Петербург
  - Назначение — Регистрация: рентгеновское излучение 20 — 150 кэВ, измерение линейной поляризации; рентген-гамма-излучение 0,015 — 5 МэВ; мягкое рентгеновское излучение 2 — 10 кэВ, мониторинг
- Рентгеновский и гамма-спектрометр «КОНУС-РФ»
  - Разработчик — Физико-технический институт им. А. Ф. Иоффе РАН, Санкт-Петербург
  - Назначение — Регистрация электромагнитного излучения солнечных вспышек и космических гамма-всплесков с энергией 10 кэВ — 12 МэВ с подробным исследованием области гамма-линий

#### Рентгеновское излучение
- Быстрый рентгеновский монитор «БРМ»
  - Разработчик — Институт астрофизики МИФИ, Москва
  - Назначение — Регистрация жёсткого рентгеновского излучения 20 — 600 кэВ в шести каналах с временным разрешением до 2 — 3 мс
- Многоканальный монитор ультрафиолетового излучения «ФОКА»
  - Разработчик — Институт астрофизики МИФИ, Москва
  - Назначение — Регистрация: жёсткое ультрафиолетовое излучение 1 — 130 нм в шести спектральных окнах; оккультационные измерения поглощения УФ-излучения в слоях атмосферы на высотах 150—500 км
- Солнечный телескоп/изображающий спектрометр «ТЕСИС»
  - Разработчик — Физический Институт РАН им. П. Н. Лебедева, Москва
  - Назначение — Построение изображения полного диска Солнца с угловым разрешением ~1 угл. с в диапазонах 0,842; 13,4 и 30,4 нм
- Блок Сфинкс-X в составе прибора ТЕСИС
  - Разработчик — Центр космических исследований Польской академии наук (Варшава, Польша)
  - Назначение — Ультрафиолетовый мониторинг Солнца

Циклограмма запуска КА «КОРОНАС-ФОТОН», главный зал управления ЦУП

#### Космические лучи
- Анализатор заряженных частиц «ЭЛЕКТРОН-М-ПЕСКА»
  - Разработчик — Научно-исследовательский институт ядерной физики МГУ, Москва
  - Назначение — Регистрация потоков и энергетических спектров: протоны 1 — 20 МэВ; электроны 0,2 — 2 МэВ; ядра (с Z<26) 2 — 50 МэВ/нуклон
- Спутниковый телескоп электронов и протонов «СТЭП-Ф»
  - Разработчик — Харьковский национальный университет (ХНУ) им. В. Н. Каразина (Харьков, Украина)
  - Назначение — Регистрация потоков и спектров: протоны 9,8 — 61,0 МэВ; электроны 0,4 — 14,3 МэВ; альфа-частицы 37,0 — 246,0 МэВ с измерением направлений прихода частиц с точностью 8 — 10°

#### Вспомогательные системы
- Магнитометр «СМ-8М»
  - Разработчик — ФГУ НПП Геологоразведка, Санкт-Петербург
  - Назначение — Измерение трёх компонентов постоянного магнитного поля на орбите КА в диапазоне от −55 до +55мкТл с погрешностью не более 0,3 мкТл
- Система сбора и регистрации научной информации «ССРНИ»
  - Разработчик — Институт космических исследований РАН, Москва
  - Назначение — Приём научной информации от 20 источников цифровых массивов (научных приборов) по последовательному интерфейсу со скоростями 62,5 или 125 Кбит/с, хранение информации в долговременной памяти (ДЗУ); передача научным приборам команд управления (командно-программной информации), кода бортового времени, «секундных» меток, выдача сохранённой и текущей информации в радиоканал со скоростью 7,68 Мбит/с или 15,36 Мбит/с для передачи на Землю; объём ДЗУ — 12 Гбит
- Блок управления и соединений «БУС-ФМ»
  - Разработчик — Институт космических исследований РАН, Москва
  - Назначение — Подача питания на КНА и управление аппаратурой с помощью 200 разовых команд и формирование части служебной телеметрической информации от КНА
- Комплект радиопередатчиков и антенно-фидерных устройств
  - Разработчик — Российский научно-исследовательский институт космического приборостроения (РНИИ КП), Москва
  - Назначение — Передача научной информации на наземный пункт приёма на двух близких частотах диапазона 8,2 ГГц, выходная мощность 8 Вт

## Участники проекта

### Разработчики космического комплекса «Коронас-Фотон»
- Головной исполнитель по космическому комплексу — ФГУП «НПП Всероссийский научно-исследовательский институт электромеханики с заводом имени А. Г. Иосифьяна» (Москва)

Главный конструктор космического комплекса — Салихов Рашит Салихович
Генеральный директор — генеральный конструктор НПП ВНИИЭМ — Макриденко Леонид Алексеевич
- Головной исполнитель по космическому аппарату — ФГУП «Научно-исследовательский институт электромеханики» (Истра)

Заместитель главного конструктора космического комплекса — Аликин Юрий Иванович
Заместитель главного конструктора космического комплекса — Гассиева Мария Петровна
- Разработка бортового обеспечивающего комплекса, информационно-вычислительного комплекса, наземного технического комплекса — ФГУП «НПП Всероссийский научно-исследовательский институт электромеханики с заводом имени А. Г. Иосифьяна» (Москва), ФГУП «Научно-исследовательский институт электромеханики» (Истра)
- Бортовой комплекс управления КА — ФГУП «НПП Всероссийский научно-исследовательский институт электромеханики с заводом имени А. Г. Иосифьяна» (Москва), ФГУП «Научно-исследовательский институт электромеханики» (Истра), ФГУП НИИ «Субмикрон», ФГУП НПП «ОПТЭКС»
- Наземный комплекс управления — ФГУП «НПП Всероссийский научно-исследовательский институт электромеханики с заводом имени А. Г. Иосифьяна» (Москва), ФГУП "Научно-исследовательский институт точного приборостроения (Москва), ФГУП «Российский научно-исследовательский институт космического приборостроения» (Москва), Центр управления полётами ФГУП «Центрального научно-исследовательского института машиностроения» (Королев)
- Комплекс приёма и обработки информации — ФГУП «Российский научно-исследовательский институт космического приборостроения» (Москва), Научный центр оперативного мониторинга Земли ФГУП «РНИИКП» (Москва)
- Главный оператор космического комплекса — Институт астрофизики МИФИ (Москва)

### Разработчики комплекса научной аппаратуры «ФОТОН»
- Головной исполнитель по КНА «ФОТОН» — Институт астрофизики МИФИ (Москва)

Научный руководитель проекта — Котов Юрий Дмитриевич
Главный конструктор КНА «ФОТОН» — Юров Виталий Николаевич
- Разработчик приборов НАТАЛЬЯ-2М, БРМ, ФОКА — Институт астрофизики МИФИ (Москва)
- Разработчики приборов ПИНГВИН-М — Институт астрофизики МИФИ (Москва), Физико-технический институт им. А. Ф. Иоффе (Санкт-Петербург)
- Разработчик прибора RT-2 — ТАТА Институт фундаментальных исследований (Мумбай, Индия)
- Разработчик прибора КОНУС-РФ — Физико-технический институт им. А. Ф. Иоффе (Санкт-Петербург)
- Разработчик прибора ТЕСИС — Физический институт им. П. Н. Лебедева РАН (Москва), в том числе блок Сфинкс-Х — Центр космических исследований Польской академии наук (Варшава, Польша)
- Разработчик прибора СОКОЛ — Институт земного магнетизма, ионосферы и распространения радиоволн им. Н. В. Пушкова РАН (Троицк)
- Разработчик прибора Электрон-М-Песка — Научно-исследовательский институт ядерной физики имени Д. В. Скобельцына МГУ (Москва)
- Разработчик прибора СТЭП-Ф — Харьковский национальный университет им. В. Н. Каразина (Харьков, Украина)
- Разработчик прибора СМ-8М — ФГУ НПП «Геологоразведка» (Санкт-Петербург), Институт астрофизики МИФИ (Москва)
- Разработчик прибора ССРНИ — Институт космических исследований РАН (Москва)
- Разработчик прибора БУС-ФМ — Институт космических исследований РАН (Москва)
- Разработчик прибора БИС-КФ — ФГУП «Российский научно-исследовательский институт космического приборостроения» (Москва)